# James Earl Jones
James Earl Jones (Arkabutla, 17. siječnja 1931. – Pawling, 9. rujna 2024.) bio je američki glumac, najpoznatiji po posuđivanju glasa Darthu Vaderu u filmskom serijalu Zvjezdani ratovi.

## Životopis
Njegov otac bio je također glumac, a glumom se počeo baviti na koledžu gdje je studirao za pričuvnog časnika. Zahvaljujući njegovom učitelju iz srednje škole, Jones je dobio prepoznatljivi duboki glas (basso profundo), a kao dječak imao je problema s mucanjem te nije mnogo govorio. Najprije je počeo glumiti u kazalištima po Michiganu gdje je većinom glumio Schakespearovog Otela, a filmski debi imao je u filmu Stanleyja Kubricka Dr. Strangelove ili: Kako sam naučio ne brinuti i zavolio bombu. Nakon uspjeha kao Darth Vader i Mufasa u Kralju lavova, Jones se poljednjih godina vratio kazališnim daskama gdje ga se može vidjeti kao Big Daddy u drami Tennesseeja Williamsa Mačka na vrućem limenom krovu.

## Odabrana filmografija
- Dr. Strangelove ili: Kako sam naučio ne brinuti i zavolio bombu, kao Lothar Zogg (1964.)
- Komičari, kao Dr. Magiot (1967.)
- Velika bijela nada, kao Jack Jefferson (1970.)
- Zvjezdani Ratovi: Epizoda IV Nova Nada, kao glas Dartha Vadera (1977.)
- Egzorcist 2: Heretik, kao Older Kokumo (1977.)
- Zvjezdani Ratovi: Epizoda V Imperij Uzvraća Udarac, kao glas Dartha Vadera (1980.)
- Conan barbarin, kao Thulsa Doom (1982.)
- Zvjezdani Ratovi: Epizoda VI Povratak Jedija, kao glas Dartha Vadera (1983.)
- Pinokio i car noći, kao glas Cara noći (1987.)
- Princ otkriva Ameriku, kao kralj Jaffe Joffer (1988.)
- Lov na Crveni Oktobar, kao admiral Greer (1990.)
- Patriotske igre,kao admiral Greer (1992.)
- Goli pištolj 3, kao on sam (1994.)
- Kralj lavova, kao glas Mufase (1994.)
- Kralj lavova 2: Simbin ponos, kao glas Mufase (1998.)
- Zvjezdani Ratovi: Epizoda III Osveta Sitha, kao glas Dartha Vadera (2005.)
- Kralj lavova, kao glas Mufase (2019.)

## Nagrade

### Nagrada Oscar
| Godina | Nominirano djelo                          | Kategorija             | Rezultat   |
| ------ | ----------------------------------------- | ---------------------- | ---------- |
| 1971.  | Velika bijela nada (The Great White Hope) | Najbolji glavni glumac | Nominacija |
| 2012   | /                                         | Životno djelo          | Osvojeno   |

### Nagrada Zlatni globus
| Godina | Nominirano djelo                          | Kategorija                                    | Rezultat   |
| ------ | ----------------------------------------- | --------------------------------------------- | ---------- |
| 1971.  | Velika bijela nada (The Great White Hope) | Najbolji glumac – drama Najbolji mladi glumac | Nominacija |
| 1971.  | Velika bijela nada (The Great White Hope) | Najbolji glumac – drama Najbolji mladi glumac | Osvojeno   |
| 1974.  | Claudine                                  | Najbolji glumac – komedija ili mjuzikl        | Nominacija |
| 1991.  | Gabrijelova vatra (Gabriel's Fire)        | Najbolji glumac – TV serija                   | Nominacija |
| 1992.  | Za i protiv (Pros and Cons)               | Najbolji glumac – TV serija                   | Nominacija |

### Nagrada Emmy
| Godina | Nominirano djelo                                       | Kategorija                                                                                  | Rezultat   |
| ------ | ------------------------------------------------------ | ------------------------------------------------------------------------------------------- | ---------- |
| 1964.  | East side/West Side                                    | Najbolji glavni glumac u dramskoj seriji                                                    | Nominacija |
| 1990.  | Claudine                                               | Najbolji sporedni glumac u miniseriji ili TV filmu                                          | Nominacija |
| 1991.  | Gabrijelova vatra (Gabriel's Fire) Vrućina (Heat Wave) | Najbolji glavni glumac u dramskoj seriji Najbolji sporedni glumac u miniseriji ili TV filmu | Osvojeno   |
| 1991.  | Gabrijelova vatra (Gabriel's Fire) Vrućina (Heat Wave) | Najbolji glavni glumac u dramskoj seriji Najbolji sporedni glumac u miniseriji ili TV filmu | Osvojeno   |
| 1994.  | Kućice u cvijeću (Picket Fences)                       | Najbolji gost-glumac u dramskoj seriji                                                      | Nominacija |
| 1995.  | Pod jednim krovom (Under One roof)                     | Najbolji sporedni glumac u dramskoj seriji                                                  | Nominacija |
| 1997.  | Frasier                                                | Najbolji gost-glumac u humorističnoj seriji                                                 | Nominacija |
| 2004.  | Everwood                                               | Najbolji gost-glumac u dramskoj seriji                                                      | Nominacija |

## Vanjske poveznice
- James Earl Jones u internetskoj bazi filmova IMDb-u (engl.)